# Aeropuerto de Pleiku
El Aeropuerto Pleiku  (Sân bay Pleiku) está localizado en  Pleiku, Vietnam. Este aeropuerto tiene una pista de aterrizaje de 1817m x 30 m (asfalto), capaz para servir un avión de gama media como ATR-72.

## Aerolíneas y destinos
- Vietnam Airlines (Ciudad Ho Chi Minh) (Aeropuerto internacional de Tan Son Nhat)
- Vietnam Airlines (Hanoi) (Aeropuerto internacional de Noi Bai)
- Vietnam Airlines (Ciudad Ho Chi Minh) (Aeropuerto internacional de Da Nang)